# Misythus ensatrix
Misythus ensatrix är en insektsart som först beskrevs av Walker, F. 1871.  Misythus ensatrix ingår i släktet Misythus och familjen torngräshoppor. Inga underarter finns listade i Catalogue of Life.